# Krikuna
Krikuna (ros. Крикуна) – chutor w Rosji, w Kraju Krasnodarskim, w rejonie krasnoarmiejskim. W 2010 liczył 644 mieszkańców.